# عزل ميكانيكي
العزل الميكانيكي (بالإنجليزية: Mechanical insulation)‏ يسمي الجزء من المضخة المعرض للهواءالجوي والذي يمر من خلاله العمود الدوار أو الترددي بصندوق الحشو. يتم عزل صندوق الحشو بشكل جيد لمنع تسرب السائل من داخل المضخة إلي الهواء الجوي للحفاظ علي كفاءة المضخة ولتجنب أي أضرار إن كان السائل ساما. ويستخدم لذلك العوازِل الميكانيكية وهي شائعة الاستخدام مع مضخات الطرد المركزي (المضخات الدورانية).

## وظيفة العوازِل الميكانيكية
يستخدم العازِل لمنع تسرب المائع المضغوط من داخل المضخة إلي الغلاف الجوي. ويتكون العازِل الميكانيكي من مكونين رئيسيين:
- جزء ثابت يتم تثبيته في غطاء المضخة.
- جزء متحرك يثبت مع العمود الدوار للمضخة.

تعمل الأسطح المتقابله للمكونين السابق ذكرهما علي منع تسرب السائل. ويتم صقلهما بدرجة عالية وإبقائهما في تلامس باستخدام زنبرك يعمل علي توليد قوة ضغط. وللحصول علي أداء جيد من العازِل ولضمان استمراره لفترة زمنية طويلة يجب تبريده وتزييته وعادة ماتكون المادة المزيتة هي المائع الذي يتم ضخه، حيث يدخل جزء ضغير منه بين سطحي مكوني العازِل، ويكون طبقة سائلة بينهما ويجب أن يكون ضغطها أقل من ضغط تبخر المائع منعا لتبخرها، فيحدث احتكاك بين السطحين يولد حرارة ويحدث تسريب للمائع. كما يجب التأكد من تثبيته بشكل صحيح وتلامس سطحيه ومحاذاتهما لبعضهما.
يتكون نظام العزل النموذجي لعازل ميكانيكي أوحد من:
- العازل
- جلبة حلق صندوق الحشو
- نظام تدفق السائل
- عازل ونظام تدفق إضافي (عند الحاجة)

ويستخدم العازل الإضافي عند التعامل مع سائل سام أو مشتعل.

## أنواع العوازِل الميكانيكية وتطبيقاتها
العوازِل الميكانيكية هي النوع السائد استخدامه اليوم في مضخات الطرد المركزي وتتواجد بأشكال كثيرة تختلف حسب ظروف الخدمة والتطبيق والمستخدِم.

### العازِل الميكانيكي الأحادي
العوازِل الميكانيكية الأحادية هي الأكثر استخداما من بين الأنواع الأخرى، ويجب استخدامها في أي تطبيق لا يكون المائع فيه ساما أو قابل للاشتعال لكنها تستخدم مع الموائع السامة والقابلة للاشتعال معتمدة فقط علي جلبة حلق العازل الإضافي في منع التسرب إلي الهواء الجوي، وحيث أن جلبة الحلق لا تعمل بكفاءة علي منع التسرب، تطلب استخدام عازل ترادفي (واحد بعد الآخر) أو عازل مزدوج لمثل هذه التطبيقات.

### العازِل الميكانيكي الترادفي
يستخدم في التطبيقات حيث يكون السائل سام أو مشتعل ويتكون من عازلين؛ أحدهما ابتدائي والآخر يليه داعم له.
و يستخدم جهاز إنذار يعمل عند زيادة الضغط بين العازلين مما يشير علي وجود مشاكل بالعازل الابتدائي. وحيث أن السائل المضخوخ يشغل حجم الفراغ بين العازِلين فإن أي مشكلة تحدث في العازِل الداعم ستؤدي لحدوث تسرب فينخفض الضغط ويعمل جهاز الإنذار أيضا. إذا عند عمل جهاز الإنذار فإنه يكون هناك مشكلة بأحد العازِلين ويجب وقف التشغيل فورا لتجنب تسرب السائل حيث يكون سام أو قابل للاشتعال.

### العازِل الميكانيكي المزدوج
يستخدم في التطبيقات حيث يكون السائل المضغوط شديد السمية وقابل للاشتعال مثل حمض الكبريتيك. ويتم منع تسرب السائل من المضخة باستخدام سائل آخر في نظام العزل ضغطه أعلي من ضغط السائل الذي يتم ضخه، حيث يعمل علي تكوين حاجز يمنع التسرب.